# Doukkala
Doukkala är ett stamområde i Marocko.   Det ligger i regionen Casablanca-Settat, 190 km sydväst om huvudstaden Rabat.